# Søren Jensen (rokometaš)
Søren Andkjer Jensen, danski rokometaš, * 7. november 1942.
Leta 1972 je na poletnih olimpijskih igrah v Münchnu v sestavi danske rokometne reprezentance osvojil 13. mesto.